# باشگاه فوتبال اسپارتاک نیژنی نووگورود
باشگاه فوتبال اسپارتاک نیژنی نووگورود (انگلیسی: FC Spartak Nizhny Novgorod) یک باشگاه فوتبال در شهر نیژنی نووگورود در کشور روسیه بود. این باشگاه در لیگ حرفه‌ای فوتبال روسیه بازی می‌کرد. این باشگاه در سال ۲۰۰۰ تأسیس شد و در سال ۲۰۰۷ منحل شد. Lokomotiv Stadium محل برگزاری بازی‌های خانگی این باشگاه بود..